# Psaenythia detecta
Psaenythia detecta är en biart som beskrevs av Holmberg 1921. Psaenythia detecta ingår i släktet Psaenythia och familjen grävbin. Inga underarter finns listade i Catalogue of Life.